# Chlorochaeta pseudoneriaria
Chlorochaeta pseudoneriaria là một loài bướm đêm trong họ Geometridae.